# Ernst-Günther Karl Prokop
Ernst-Günther Karl Prokop (* 28. August 1935 in Bad Salzbrunn; † 12. September 2012 in München) war ein deutscher Pädagoge und Hochschullehrer.

## Leben
Nach der Promotion (Das Problem der Beeinflussung für die Erziehung des Menschen als Person) am 1. Juli 1963 zum Dr. phil. an der Universität München wurde er 1965 Hochschuldozent an der PH Niedersachsen, 1970 ao. Professor in Karlsruhe, 1974 o. Professor in München, 1978 o. Professor in Eichstätt und 1982 o. Professor in Regensburg. Ein Hauptforschungsfeld von Prokop war die Erwachsenenbildung.

## Schriften (Auswahl)
- Lernen unter Erwachsenen. Didaktik der Erwachsenenbildung bei freien Trägern. München 1983, ISBN 3-466-36162-1.
- Orientierungsdaten für die Erwachsenenbildung. Impulse aus der Wissenschaft vom Lehren und Lernen. München 1985, ISBN 3-466-36164-8.
- Berufliche Rehabilitation. Die Umschulung erwachsener Körperbehinderter im Berufsförderungswerk München. München 1987, ISBN 3-89019-191-6.
- Interkulturelles Lernen. Modelle aus der Kooperation zwischen Akademie Klausenhof und Jugendverbandsarbeit. München 1991, ISBN 3-89019-291-2.